# Pallavolo ai Giochi della XXX Olimpiade - Torneo femminile
Il torneo femminile di pallavolo ai Giochi della XXX Olimpiade si è svolto dal 28 luglio all'11 agosto 2012 a Londra, durante i Giochi della XXX Olimpiade: al torneo hanno partecipato dodici squadre nazionali e la vittoria finale è andata per la seconda volta consecutiva al Brasile.

## Qualificazioni
Al campionato olimpico hanno partecipato la nazionale del paese ospitante, le prime tre squadre classificate nel corso della Coppa del Mondo 2011, la prima classificata di ogni torneo di qualificazione continentale e le prime tre classificate al torneo di qualificazione mondiale.

## Impianti
|                                                                                    |
|                                                                                    |
| Earls Court Exhibition Centre Città: Londra Capienza: 15 000 Anno d'apertura: 1937 |

## Squadre partecipanti
| Squadra         | Qualificazione                                       | Ultima partecipazione |
| --------------- | ---------------------------------------------------- | --------------------- |
| Algeria         | 1ª al torneo di qualificazione africano              | Pechino 2008          |
| Brasile         | 1ª al torneo di qualificazione sudamericano          | Pechino 2008          |
| Cina            | 3ª alla Coppa del Mondo 2011                         | Pechino 2008          |
| Corea del Sud   | 2ª al torneo di qualificazione mondiale              | Atene 2004            |
| Giappone        | 1ª al torneo di qualificazione asiatico ed oceaniano | Pechino 2008          |
| Italia          | 1ª alla Coppa del Mondo 2011                         | Pechino 2008          |
| Regno Unito     | Paese organizzatore                                  | Debutto               |
| Rep. Dominicana | 1ª al torneo di qualificazione nordamericano         | Atene 2004            |
| Russia          | 1ª al torneo di qualificazione mondiale              | Pechino 2008          |
| Serbia          | 3ª al torneo di qualificazione mondiale              | Pechino 2008          |
| Stati Uniti     | 2ª alla Coppa del Mondo 2011                         | Pechino 2008          |
| Turchia         | 1ª al torneo di qualificazione europeo               | Debutto               |

## Torneo

### Fase a gironi
| Girone A        | Girone B      |
| --------------- | ------------- |
| Algeria         | Brasile       |
| Giappone        | Cina          |
| Italia          | Corea del Sud |
| Regno Unito     | Serbia        |
| Rep. Dominicana | Stati Uniti   |
| Russia          | Turchia       |

#### Girone A

##### Risultati
| 28 luglio 2012 Earls Court Exhibition Centre, Londra Durata: 1h:03 - Spettatori: 13 000 | Algeria         | 0 - 3 | Giappone        | 15-25, 14-25, 7-25                |
| 28 luglio 2012 Earls Court Exhibition Centre, Londra Durata: 1h:15 - Spettatori: 15 000 | Regno Unito     | 0 - 3 | Russia          | 19-25, 10-25, 16-25               |
| 28 luglio 2012 Earls Court Exhibition Centre, Londra Durata: 1h:49 - Spettatori: 14 000 | Italia          | 3 - 1 | Rep. Dominicana | 25-17, 23-25, 25-19, 25-15        |
| 30 luglio 2012 Earls Court Exhibition Centre, Londra Durata: 2h:05 - Spettatori: 14 800 | Rep. Dominicana | 1 - 3 | Russia          | 23-25, 15-25, 26-24, 22-25        |
| 30 luglio 2012 Earls Court Exhibition Centre, Londra Durata: 1h:58 - Spettatori: 13 000 | Italia          | 3 - 1 | Giappone        | 25-22, 25-21, 20-25, 25-22        |
| 30 luglio 2012 Earls Court Exhibition Centre, Londra Durata: 2h:17 - Spettatori: 14 000 | Regno Unito     | 3 - 2 | Algeria         | 22-25, 25-19, 23-25, 25-19, 15-8  |
| 1º agosto 2012 Earls Court Exhibition Centre, Londra Durata: 1h:26 - Spettatori: 9 000  | Rep. Dominicana | 0 - 3 | Giappone        | 20-25, 19-25, 23-25               |
| 1º agosto 2012 Earls Court Exhibition Centre, Londra Durata: 1h:09 - Spettatori: 9 000  | Algeria         | 0 - 3 | Russia          | 7-25, 14-25, 15-25                |
| 1º agosto 2012 Earls Court Exhibition Centre, Londra Durata: 1h:18 - Spettatori: 11 800 | Regno Unito     | 0 - 3 | Italia          | 25-27, 12-25, 12-25               |
| 3 agosto 2012 Earls Court Exhibition Centre, Londra Durata: 1h:54 - Spettatori: 10 000  | Giappone        | 1 - 3 | Russia          | 25-27, 17-25, 25-20, 19-25        |
| 3 agosto 2012 Earls Court Exhibition Centre, Londra Durata: 1h:21 - Spettatori: 14 000  | Regno Unito     | 0 - 3 | Rep. Dominicana | 9-25, 18-25, 19-25                |
| 3 agosto 2012 Earls Court Exhibition Centre, Londra Durata: 1h:05 - Spettatori: 11 000  | Algeria         | 0 - 3 | Italia          | 11-25, 12-25, 17-25               |
| 5 agosto 2012 Earls Court Exhibition Centre, Londra Durata: 1h:15 - Spettatori: 11 000  | Algeria         | 0 - 3 | Rep. Dominicana | 15-25, 16-25, 13-25               |
| 5 agosto 2012 Earls Court Exhibition Centre, Londra Durata: 1h:18 - Spettatori: 14 000  | Regno Unito     | 0 - 3 | Giappone        | 19-25, 14-25, 12-25               |
| 5 agosto 2012 Earls Court Exhibition Centre, Londra Durata: 2h:08 - Spettatori: 10 000  | Italia          | 2 - 3 | Russia          | 28-26, 19-25, 25-22, 16-25, 11-15 |

##### Classifica
| Pos | Squadra         | Pt | G | V | P | SV | SP | Ratio | PF  | PS  | Ratio |
| --- | --------------- | -- | - | - | - | -- | -- | ----- | --- | --- | ----- |
| 1.  | Russia          | 14 | 5 | 5 | 0 | 15 | 4  | 3,750 | 459 | 352 | 1,304 |
| 2.  | Italia          | 13 | 5 | 4 | 1 | 14 | 5  | 2,800 | 444 | 368 | 1,207 |
| 3.  | Giappone        | 9  | 5 | 3 | 2 | 11 | 6  | 1,833 | 401 | 335 | 1,197 |
| 4.  | Rep. Dominicana | 6  | 5 | 2 | 3 | 8  | 9  | 0,889 | 374 | 362 | 1,033 |
| 5.  | Regno Unito     | 2  | 5 | 1 | 4 | 3  | 14 | 0,214 | 295 | 398 | 0,741 |
| 6.  | Algeria         | 1  | 5 | 0 | 5 | 2  | 15 | 0,133 | 252 | 410 | 0,615 |

#### Girone B

##### Risultati
| 28 luglio 2012 Earls Court Exhibition Centre, Londra Durata: 1h:40 - Spettatori: 13 000 | Cina        | 3 - 1 | Serbia        | 16-25, 25-18, 25-13, 25-12        |
| 28 luglio 2012 Earls Court Exhibition Centre, Londra Durata: 2h:03 - Spettatori: 14 000 | Stati Uniti | 3 - 1 | Corea del Sud | 25-19, 25-17, 20-25, 25-21        |
| 28 luglio 2012 Earls Court Exhibition Centre, Londra Durata: 2h:22 - Spettatori: 8 000  | Brasile     | 3 - 2 | Turchia       | 25-18, 23-25, 25-19, 25-27, 15-12 |
| 30 luglio 2012 Earls Court Exhibition Centre, Londra Durata: 2h:02 - Spettatori: 10 500 | Cina        | 3 - 1 | Turchia       | 25-20, 25-20, 29-31, 25-22        |
| 30 luglio 2012 Earls Court Exhibition Centre, Londra Durata: 1h:49 - Spettatori: 7 500  | Serbia      | 1 - 3 | Corea del Sud | 12-25, 16-25, 25-16, 21-25        |
| 30 luglio 2012 Earls Court Exhibition Centre, Londra Durata: 2h:04 - Spettatori: 15 000 | Stati Uniti | 3 - 1 | Brasile       | 25-18, 25-17, 22-25, 25-21        |
| 1º agosto 2012 Earls Court Exhibition Centre, Londra Durata: 1h:21 - Spettatori: 11 500 | Serbia      | 0 - 3 | Turchia       | 20-25, 12-25, 21-25               |
| 1º agosto 2012 Earls Court Exhibition Centre, Londra Durata: 1h:38 - Spettatori: 14 800 | Stati Uniti | 3 - 0 | Cina          | 26-24, 25-16, 31-29               |
| 1º agosto 2012 Earls Court Exhibition Centre, Londra Durata: 1h:34 - Spettatori: 11 000 | Brasile     | 0 - 3 | Corea del Sud | 23-25, 21-25, 21-25               |
| 3 agosto 2012 Earls Court Exhibition Centre, Londra Durata: 2h:29 - Spettatori: 11 000  | Brasile     | 3 - 2 | Cina          | 25-16, 20-25, 25-18, 28-30, 15-10 |
| 3 agosto 2012 Earls Court Exhibition Centre, Londra Durata: 2h:13 - Spettatori: 13 500  | Turchia     | 3 - 2 | Corea del Sud | 25-16, 21-25, 25-18, 19-25, 15-12 |
| 3 agosto 2012 Earls Court Exhibition Centre, Londra Durata: 1h:18 - Spettatori: 9 000   | Stati Uniti | 3 - 0 | Serbia        | 25-17, 25-20, 25-16               |
| 5 agosto 2012 Earls Court Exhibition Centre, Londra Durata: 2h:16 - Spettatori: 12 000  | Cina        | 3 - 2 | Corea del Sud | 28-26, 22-25, 25-19, 22-25, 15-10 |
| 5 agosto 2012 Earls Court Exhibition Centre, Londra Durata: 1h:32 - Spettatori: 12 000  | Stati Uniti | 3 - 0 | Turchia       | 27-25, 25-16, 25-19               |
| 5 agosto 2012 Earls Court Exhibition Centre, Londra Durata: 1h:14 - Spettatori: 8 000   | Brasile     | 3 - 0 | Serbia        | 25-10, 25-22, 25-16               |

##### Classifica
| Pos | Squadra       | Pt | G | V | P | SV | SP | Ratio | PF  | PS  | Ratio |
| --- | ------------- | -- | - | - | - | -- | -- | ----- | --- | --- | ----- |
| 1.  | Stati Uniti   | 15 | 5 | 5 | 0 | 15 | 2  | 7,500 | 426 | 345 | 1,235 |
| 2.  | Cina          | 9  | 5 | 3 | 2 | 11 | 10 | 1,100 | 475 | 461 | 1,030 |
| 3.  | Corea del Sud | 8  | 5 | 2 | 3 | 11 | 10 | 1,100 | 449 | 451 | 0,996 |
| 4.  | Brasile       | 7  | 5 | 3 | 2 | 10 | 10 | 1,000 | 447 | 420 | 1,064 |
| 5.  | Turchia       | 6  | 5 | 2 | 3 | 9  | 11 | 0,818 | 434 | 443 | 0,980 |
| 6.  | Serbia        | 0  | 5 | 0 | 5 | 2  | 15 | 0,133 | 296 | 407 | 0,727 |

### Fase finale

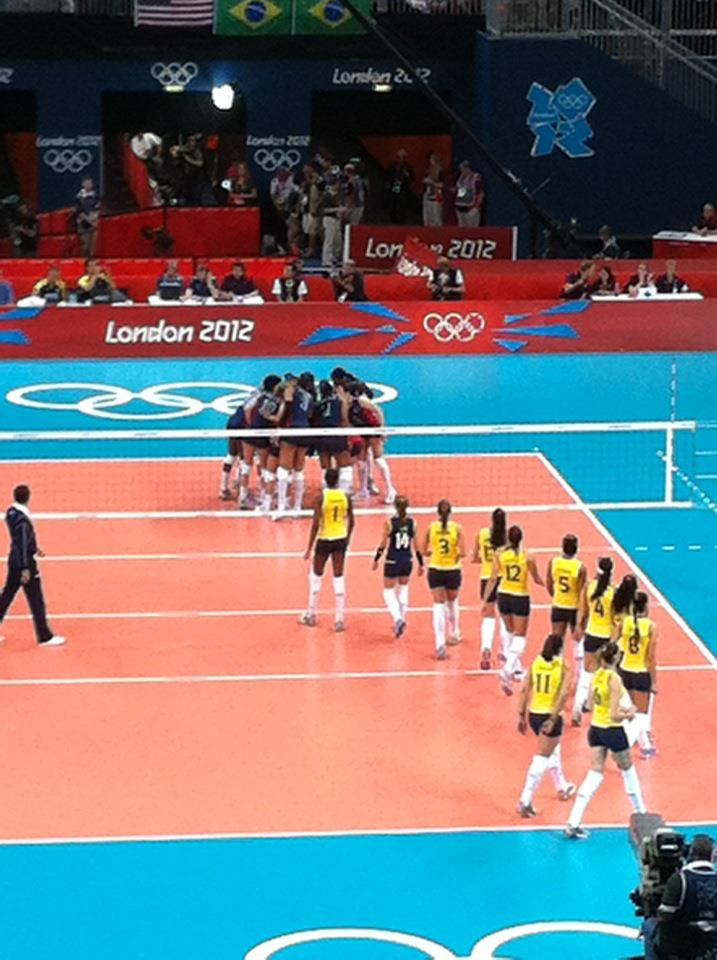
Un'immagine del saluto iniziale della finale per la medaglia d'oro tra USA e Brasile

|  | Quarti | Quarti          | Quarti |  |    | Semifinali  | Semifinali    | Semifinali |                 |                 | Finale          | Finale      | Finale |
|  |        |                 |        |  |    |             |               |            |                 |                 |                 |             |        |
|  | 1A     | Russia          | 2      |  |    |             |               |            |                 |                 |                 |             |        |
|  | 1A     | Russia          | 2      |  |    |             |               |            |                 |                 |                 |             |        |
|  | 4B     | Brasile         | 3      |  |    |             |               |            |                 |                 |                 |             |        |
|  | 4B     | Brasile         | 3      |  | 4B | Brasile     | 3             |            |                 |                 |                 |             |        |
|  |        |                 |        |  | 4B | Brasile     | 3             |            |                 |                 |                 |             |        |
|  |        |                 |        |  |    | 3A          | Giappone      | 0          |                 |                 |                 |             |        |
|  | 3A     | Giappone        | 3      |  |    | 3A          | Giappone      | 0          |                 |                 |                 |             |        |
|  | 3A     | Giappone        | 3      |  |    |             |               |            |                 |                 |                 |             |        |
|  | 2B     | Cina            | 2      |  |    |             |               |            |                 |                 |                 |             |        |
|  | 2B     | Cina            | 2      |  |    |             |               |            |                 | 4B              | Brasile         | 3           |        |
|  |        |                 |        |  |    |             |               |            |                 | 4B              | Brasile         | 3           |        |
|  |        |                 |        |  |    |             |               |            |                 |                 | 1B              | Stati Uniti | 1      |
|  | 1B     | Stati Uniti     | 3      |  |    |             |               |            |                 |                 | 1B              | Stati Uniti | 1      |
|  | 1B     | Stati Uniti     | 3      |  |    |             |               |            |                 |                 |                 |             |        |
|  | 4A     | Rep. Dominicana | 0      |  |    |             |               |            |                 |                 |                 |             |        |
|  | 4A     | Rep. Dominicana | 0      |  | 1B | Stati Uniti | 3             |            | Finale 3° posto | Finale 3° posto | Finale 3° posto |             |        |
|  |        |                 |        |  | 1B | Stati Uniti | 3             |            |                 |                 |                 |             |        |
|  |        |                 |        |  |    | 3B          | Corea del Sud | 0          |                 |                 | 3A              | Giappone    | 3      |
|  | 2A     | Italia          | 1      |  |    |             | Corea del Sud | 0          |                 |                 | 3A              | Giappone    | 3      |
|  | 2A     | Italia          | 1      |  |    |             |               |            |                 | 3B              | Corea del Sud   | 0           |        |
|  | 3B     | Corea del Sud   | 3      |  |    |             |               |            |                 |                 | Corea del Sud   | 0           |        |
|  | 3B     | Corea del Sud   | 3      |  |    |             |               |            |                 |                 |                 |             |        |

#### Quarti di finale
| 7 agosto 2012 Earls Court Exhibition Centre, Londra Durata: 2h:33 - Spettatori: 11 500 | Russia      | 2 - 3 | Brasile         | 26-24, 22-25, 25-19, 22-25, 19-21 |
| 7 agosto 2012 Earls Court Exhibition Centre, Londra Durata: 2h:25 - Spettatori: 12 000 | Giappone    | 3 - 2 | Cina            | 28-26, 23-25, 25-23, 23-25, 18-16 |
| 7 agosto 2012 Earls Court Exhibition Centre, Londra Durata: 1h:53 - Spettatori: 13 000 | Italia      | 1 - 3 | Corea del Sud   | 25-18, 21-25, 20-25, 18-25        |
| 7 agosto 2012 Earls Court Exhibition Centre, Londra Durata: 1h:30 - Spettatori: 13 000 | Stati Uniti | 3 - 0 | Rep. Dominicana | 25-14, 25-21, 25-22               |

#### Semifinali
| 9 agosto 2012 Earls Court Exhibition Centre, Londra Durata: 1h:22 - Spettatori: 13 500 | Brasile       | 3 - 0 | Giappone    | 25-18, 25-15, 25-18 |
| 9 agosto 2012 Earls Court Exhibition Centre, Londra Durata: 1h:29 - Spettatori: 14 000 | Corea del Sud | 0 - 3 | Stati Uniti | 20-25, 22-25, 22-25 |

#### Finale 3º posto
| 11 agosto 2012 Earls Court Exhibition Centre, Londra Durata: 1h:29 - Spettatori: 13 500 | Giappone | 3 - 0 | Corea del Sud | 25-22, 26-24, 25-21 |

#### Finale
| 11 agosto 2012 Earls Court Exhibition Centre, Londra Durata: 1h:49 - Spettatori: 13 500 | Brasile | 3 - 1 | Stati Uniti | 11-25, 25-17, 25-20, 25-17 |

## Classifica finale
| Pos | Squadra         | Rosa |
| --- | --------------- | --- |
|     | Brasile         | Formazione: 1 Claudino, 3 Lins, 4 Pequeno, 5 da Silva, 6 de Menezes, 8 de Carvalho, 9 Ferreira, 11 Caixeta, 12 Pereira, 13 de Castro, 14 de Oliveira, 16 Garay, CT: Guimarães             |
|     | Stati Uniti     | Formazione: 2 Scott, 3 Haneef, 4 Berg, 5 Miyashiro, 6 Davis, 10 Larson, 11 Hodge, 13 Harmotto, 15 Tom, 16 Akinradewo, 17 Thompson, 19 Hooker, CT: McCutcheon                              |
|     | Giappone        | Formazione: 2 Nakamichi, 3 Takeshita, 4 Yamaguchi, 5 Araki, 7 Inoue, 8 Kanō, 10 Sano, 11 Ōtomo, 12 Shinnabe, 14 Sakoda, 16 Ebata, 18 Kimura, CT: Manabe                                   |
| 4.  | Corea del Sud   | Formazione: 3 Ha, 4 Kim S.n., 5 Kim H.r., 7 Lim, 10 Kim Y.k., 11 Han Y.m., 12 Han S.y, 13 Jung, 14 Hwang, 17 Yang, 19 Kim H.j., 20 Lee, CT: Kim H.s                                       |
| 5.  | Cina            | Formazione: 1 Wang, 2 Mi, 4 Hui, 6 Chu, 7 Zhang X., 8 Wei, 9 Yang, 10 Shan, 11 Xu, 12 Zeng, 15 Ma, 17 Zhang L., CT: Yu                                                                    |
| 5.  | Italia          | Formazione: 3 Croce, 5 Rondon, 6 De Gennaro, 8 Barazza, 9 Bosetti, 12 Piccinini, 13 Arrighetti, 14 Lo Bianco, 15 Del Core, 16 Bosetti, 17 Gioli, 18 Costagrande, CT: Barbolini            |
| 5.  | Rep. Dominicana | Formazione: 1 Vargas, 3 Eve, 5 Castillo, 7 Marte, 8 Arias, 9 Nuñez, 10 Cabral, 12 Echenique, 13 Rondón, 14 Rivera, 17 Mambrú, 18 de la Cruz, CT: Kwiek                                    |
| 5.  | Russia          | Formazione: 1 Borodakova, 3 Duskrjadčenko, 4 Artamonova, 5 Sokolova, 6 Levčenko, 7 Krjučkova, 8 Hončarova, 11 Gamova, 13 Starceva, 14 Kabešova, 15 Košeleva, 16 Merkulova, CT: Ovčinnikov |
| 9.  | Regno Unito     | Formazione: 1 Leaf, 2 Wicks, 4 Laybourne, 6 Taylor, 7 Bertelli, 8 Bragg, 9 Morgan, 10 Beattie, 12 Reid, 17 Sandell, 18 Carter, 19 Michel, CT: Cooper                                      |
| 9.  | Turchia         | Formazione: 2 Kayalar, 3 Güreşen, 6 Uslupehlivan, 8 Toksoy, 9 Ö. Kırdar, 10 G. Kırdar, 11 Aydemir, 12 Gümüş, 13 Özsoy, 14 Erdem, 17 Demir, 20 Cansu, CT: Motta                            |
| 11. | Algeria         | Formazione: 1 Hennaoui, 2 Achour, 3 Hamouche, 5 Khamtache, 8 Bensalem, 9 Belhocine, 11 Abderrahim, 12 Boukhima, 13 Mansouri, 17 Oulmou, 18 Aissou, 19 Bourihane, CT: Strumilo             |
| 11. | Serbia          | Formazione: 2 Brakočević, 3 Ðerisilo, 4 Živković, 5 Krsmanović, 7 Mihajlović, 9 Vesović, 10 Ognjenović, 11 Veljković, 16 Rašić, 18 Ćebić, 19 Starović, 20 Blagojević, CT: Terzić          |

## Premi individuali
| Premio                 | Nome              | Squadra         |
| ---------------------- | ----------------- | --------------- |
| MVP                    | Kim Yeon-koung    | Corea del Sud   |
| Miglior realizzatrice  | Kim Yeon-koung    | Corea del Sud   |
| Miglior attaccante     | Destinee Hooker   | Stati Uniti     |
| Miglior muro           | Fabiana Claudino  | Brasile         |
| Miglior servizio       | Sheilla de Castro | Brasile         |
| Miglior palleggiatrice | Evgenija Starceva | Russia          |
| Miglior ricevitrice    | Fernanda Garay    | Brasile         |
| Miglior libero         | Brenda Castillo   | Rep. Dominicana |